# Xã St. Mary, Quận Waseca, Minnesota
Xã St. Mary (tiếng Anh: St. Mary Township) là một xã thuộc quận Waseca, tiểu bang Minnesota, Hoa Kỳ. Năm 2010, dân số của xã này là 460 người.